# متلازمة الطالب
متلازمة الطالب تشير إلى ظاهرة يبدأ فيها العديد من الأشخاص بالتقدم لمهمة في اللحظة الأخيرة قبل الموعد الأخير. ويؤدي هذا إلى فقدان أي فواصل مصممة للتقديرات الخاصة بمدة المهمة الشخصية.
لاحظ هذه الظاهرة إلياهو موشيه جولدرات وسردها في قصته التي تحمل عنوان السلسلة الحرجة.
وتعد متلازمة الطالب صورة من صور التسويف، لكنها تتضمن عادة أكثر من خطة بالإضافة إلى نوايا حسنة تحمل شكل الصدق. على سبيل المثال، في حالة ما إن ذهب الطالب أو مجموعة من الطلبة إلى المدرس لطلب إرجاء موعد الإنهاء، وعادة ما تكون حجة التأجيل هي الحصول على المزيد من الوقت لإخراج المشروع بشكل أفضل؛ ولا ينطوي هذا الطلب إلا على كافة النوايا الجيدة. وفي الواقع، فإن الطلبة سيمتلكون مهامًا أو أحداثًا أخرى تؤدي إلى تقديمهم طلب وقت إضافي لوجود النية بالالتزام الكامل بتحسين مقالاتهم أو مشروعاتهم. وفي النهاية، عادة ما ينتهي بهم الوضع في نهاية المطاف كما كان في البداية: يتمنون لو كانوا يمتلكون وقتًا إضافيًا خاصة عند اقتراب موعد الانتهاء الجديد. يدافع فهم الشخص العادي لدور الذاكرة البشرية عن متلازمة الطالب، وعلى الأخص المفهوم القائل بأن الذاكرة القصيرة تتلاشى مع مرور الزمن ومن ثم فإن المذاكرة في الأوقات الأخيرة (الحشو) ستسمح للطالب بالتذكر في الاختبار بصورة أكبر، بالرغم من أن الحشو يقوم بتخريب الاستبقاء البعيد كما يتبع العرض المتباعد (الذي يستغل تأثير التباعد).
يتم ملاحظة نفس السلوك في الأعمال التجارية، ففي المشروع أو المهمة يتم تطبيق فاصل الوقت أو المورد للمهمة للسماح بتجاوز مشاكل تنظيم الجدول الزمني الأخرى. ومن ناحية أخرى، ومع متلازمة الطالب، فإنه يتم فقد الفاصل المُعطى مسبقًا للمهة والخاص بالبدايات المحتملة للمهام بدلًا من حفظه في الاحتياطي.